# Prieuré Notre-Dame-du-Largue
Le prieuré Notre-Dame-du-Largue est un prieuré situé à Villemus, en France.

## Localisation
Le prieuré est situé sur la commune de Villemus, dans le département français des Alpes-de-Haute-Provence.

## Historique
L'édifice est inscrit au titre des monuments historiques en 1989.